# Gwen Stefani
Gwen Renée Stefani, ameriška pevka, * 3. oktober 1969, Fullerton, Kalifornija, ZDA.

## Življenje in delo
Gwen Renée Stefani se je rodila 3. oktobra 1969, je ameriška pevka, modna oblikovalka, občasno tudi igralka. Svoj prvi nastop je imela leta 1992, kot pevka v rock skupini No Doubt, leta 2004 pa je izdala svoj prvi album z naslovom Love.Angel.Music.Baby, ki je doživel mednarodni uspeh z več kot sedem milijoni prodanih plošč. Kmalu zatem  je izšel njen drugi album The Sweet Escape. Vključno s sodelovanjem s skupino No Doubt je Stefani prodala več kot 30 milijonov albumov po vsem svetu.
Medijem je bolj poznana tudi kot modna ikona. Leta 2003 je namreč oblikovala svojo prvo linijo oblačil L.A.M.B. in jo postavila na ogled skupaj z linijo Harajuku lovers (2005). Idejo za to je dobila v Japonski kulturi in modi. Tudi na nastopih jo namreč spremljajo štiri plesalke poznane kot Harajuku punce.

## Zasebno življenje
Gwen Stefani se je leta 2002 poročila z britanskim alternativnim rock glasbenikom Gavinom Rossdalom. Skupaj imata tri otroke. 8. aprila 2016 se je od njega ločila, vendar pa imata nad otroki deljeno lastništvo. 3. julija 2021 se je po 6 letih zveze poročila s kantri pevcem Blakeom Sheltonom.

### Albumi
- 2004: Love. Angel. Music. Baby.
- 2006: The Sweet Escape

### Solo pesmi
- 2004: »What You Waiting For?«
- 2004: »Rich Girl« (featuring Eve)
- 2005: »Hollaback Girl«
- 2005: »Cool«
- 2005: »Luxurious« (featuring Slim Thug)
- 2006: »Crash«
- 2006: »Wind It Up«
- 2007: »The Sweet Escape« (featuring Akon)
- 2007: »4 in the Morning«
- 2007: »Now That You Got It« (featuring Damian Marley)
- 2007: »Early Winter«

### Turneje
- 2005: »Harajuku Lovers Tour 2005
- 2007: »The Sweet Escape Tour